# Wintertenen
Wintertenen of winterhanden, ook wel perniones (Lat. pernio, winterhand of wintervoet), bestaat uit blauwrode, pijnlijke, hevig jeukende zwellingen van tenen of vingers. Ook kan de aandoening voorkomen op andere plaatsen, zoals de bovenbenen (ook wel "winterdijen" genoemd). Perniones komt met name voor tijdens de wintermaanden en wordt veroorzaakt door de inwerking van koude op een gebrekkig doorbloede huid. Vroeger werd ook wel gesproken van vorstbuilen.

## Ontstaanswijze
De belangrijkste factor voor het ontstaan van wintertenen is kou. Normaal gesproken zullen de arteriolen en venulen in de huid samentrekken wanneer de temperatuur van de huid te laag wordt; bij verwarming van de huid verwijden deze vaten zich. Dit regelmechanisme zorgt voor een minder goede doorbloeding van handen en voeten tijdens koude omstandigheden, waardoor de vitale organen warm blijven.
Verondersteld wordt dat dit mechanisme bij mensen met perniones niet goed functioneert: de venulen reageren te traag op temperatuurveranderingen, met name tijdens verwarming. De vaten blijven dus langer vernauwd, waardoor de zuurstoftoevoer naar het gebied vermindert en het zuurstofgehalte te laag wordt. Als reactie hierop verwijden de (kleine) arteriolen zich mogelijk sneller dan de venen, waardoor er stuwing in het capillaire vaatnet ontstaat. Hierdoor raken de vaatwanden beschadigd en lekt er wondvocht uit de vaatjes. Als secundaire reactie op beide mechanismen kan er een ontstekingsreactie van vaatjes en subcutaan weefsel volgen. Dit alles leidt tot plaatselijke roodheid, zwelling, jeuk, en branderig gevoel van handen of tenen. Ook kunnen er blaren of wondjes ontstaan, bijvoorbeeld door krabben.
Factoren die het ontstaan van wintertenen bevorderen zijn:
- onvoldoende bescherming tegen kou, afknelling, en inactiviteit

- een laag BMI
- acrocyanose
- erytrocyanose.

De aandoening kan ook veroorzaakt worden door een onderliggende vaataandoening:
- fenomeen van Raynaud
- lupus erythematodes
- collageenziekten
- atherosclerose
- veranderde bloedviscositeit

Onduidelijk is of perniones meer voorkomt bij vochtige koude lucht. Mogelijk speelt vochtige kleding een rol, omdat die slechter isoleert. Ook de rol van roken en bètablokkers bij het ontstaan en beloop van perniones is niet goed onderzocht. Beide veroorzaken perifere vasoconstrictie en zouden daarom het ontstaan van perniones kunnen bevorderen.

## Symptomen en beloop
Kenmerkende plaatsen zijn de strekzijden van tenen of vingers. Perniones kan echter ook voorkomen op voeten, onderbenen, neus, oren, en plekken waar vet zich accumuleert (bijv. buitenzijde van de dijbenen, of bij jonge kinderen op de polsen).
De patiënt presenteert de volgende symptomen:
- roodblauwe en/of paarsblauwe, soms gezwollen plekken op de kenmerkende plaatsen
- jeuk, branderigheid, en/of pijn op deze plaatsen
- klachten verergeren bij opwarmen
- drukkend gevoel onder de nagel

Perniones kan spontaan binnen enkele weken verdwijnen. Herhaalde blootstelling aan kou of frictie kan de genezing echter meerdere weken of zelfs maanden laten duren. Klachten kunnen toenemen tijdens een koude periode en afnemen bij zachter weer. Perniones verdwijnt in het voorjaar, en er zijn geen klachten in de zomermaanden. De klachten kunnen weer optreden in een volgend koud seizoen. Bij kinderen dooft perniones vaak na een paar jaar uit.
Patiënten ervaren soms functionele beperkingen (door pijn, blaarvorming, ontsteking, en/of huidbeschadiging). In beroepen waarbij blootstelling aan kou onvermijdelijk is, kan dat invaliderend zijn.

## Behandeling
Het gaat in de meeste gevallen om een onschuldige aandoening. De aandoening kan voorkomen worden door het nemen van wisselbaden of een voetsauna (infrarood) waardoor de doorbloeding verbetert. De patiënt dient koude te vermijden en zich warm te kleden. Regelmatig en voldoende bewegen tijdens koude omstandigheden kan nuttig zijn. De werking van lokale en systemische middelen bij perniosis is niet bewezen en dus ook niet wenselijk. Vroeger werden er vaak injecties met vitamine D gegeven maar enig effect hiervan is nooit wetenschappelijk aangetoond.
Calciumantagonisten zoals nifedipine worden vanwege de vaatverwijdende werking bij ernstige wintertenen met succes voorgeschreven.

## Epidemiologie
De incidentie van perniones in een huisartsenpraktijk varieert per jaar tussen de 0,9 en 1,7 per 1000 per jaar. Vermoedelijk betreft dit de minderheid van de pernionesgevallen die na het ontstaan geen (snelle) genezing vertoont.
Perniones kan op alle leeftijden voorkomen. Bij vrouwen komt het vaker voor dan bij mannen.
De aandoening kwam vroeger vaker voor. De incidentie is verminderd omdat huizen nu beter geïsoleerd en verwarmd zijn.